# قناة 24 ساعة
قناة 24 ساعة هي قناة تلفزيونية إخبارية إسبانية تابعة للتلفيزيون الإسباني، أُطلِقت القناة في 15 سبتمبر 1997 تحت اسم (Canal 24 Horas).

## شعار القناة
| سبتمبر 1997 – ديسمبر 2005 | ديسمبر 2005 – ديسمبر 2008 | ديسمبر 2008 – الآن |
| ------------------------- | ------------------------- | ------------------ |